# Marcos Parente
Marcos Parente är en kommun i Brasilien.   Den ligger i delstaten Piauí, i den östra delen av landet, 1 100 km norr om huvudstaden Brasília. Antalet invånare är 4 456.
Omgivningarna runt Marcos Parente är huvudsakligen savann. Runt Marcos Parente är det mycket glesbefolkat, med 5 invånare per kvadratkilometer.